# 罗马号铁甲舰
“罗马”号铁甲舰（Roma）是意大利皇家海军于19世纪60年代建造的一艘铁甲舰，也是罗马级铁甲舰的首舰。本舰主炮组采用了舷侧布置的5门10英寸（254）和12门8英寸（203）火炮，这一设计在建成初期就已经过时了，因此服役生涯大受限制。1880年为了履行《柏林条约》，本舰参加了拉古萨附近的国际海军演习。1881年11月，在那不勒斯的一场风暴中“罗马”号与铁甲舰“阿玛迪奥王子”号相撞，但未受损坏。1890年，“罗马”号被降级为警备舰，1895年又降级为供应船。1896年7月，本舰因雷击引发火灾而被凿沉。此后被打捞起来并拆解成废料。

## 设计
“罗马”号是垂间长度为79.67（261英尺5英寸），舷宽17.33米（56英尺10英寸），平均吃水深7.57米（24英尺10英寸），正常载重下排水量为5,698長噸（5,698長噸），满载时可达6,151長噸（6,151長噸）。舰载推进系统由一台单胀蒸汽机组成，驱动一具螺旋桨，蒸汽由6座圆柱形燃煤火管锅炉提供，废气通过一个烟囱排出。发动机最大输出功率3,670匹指示馬力（2,740千瓦特）时最高时速为13節（24每小時；15英里每小時）。在10節（19每小時；12英里每小時）的航速下，本舰可以续航1,940海里（3,590；2,230英里）。为辅助蒸汽推进动力，舰上还装备了三根桅杆的巴克帆装。通常舰上编制为549到551名军官和水手。
“罗马”号是一艘船旁列炮铁甲舰，主炮组包括5门10英寸（254）炮和12门8英寸（203）炮，舰体整个侧面都由5.9英寸（150）厚的铁质水线装甲带防护。

## 服役历史
“罗马”号的龙骨于1863年2月在热那亚的福斯造船厂安放，1865年12月18日下水，舾装工作于1869年5月完成。但当“罗马”号投入使用时，其他国家的海军已开始建造中央炮房舰，这使得本舰几乎在完工后就立即变得过时。此外1866年利萨战役失败后，意大利政府对海军舰队的作用失去了信心，并大幅削减了海军预算。因此，本舰在整个服役过程中几乎没有得到使用。事实上，由于预算削减严重，导致在1870年9月意大利统一战争中，海军在调动其铁甲舰队进攻奇维塔韦基亚时遇到了极大的困难。相反的是，很多舰只被搁置起来，被征召来当船员的水手也被遣送回家。
1871年10月，“罗马”号被分配至拉斯佩齐亚并在那与铁甲舰“玛利亚·皮亚皇后”号、“圣马蒂诺”号、“卡斯特尔菲达多”号和“铅锤”号会合。1873年，该舰被分配至意大利舰队主力部队常备分舰队第一总队，并担任海军上将恩里科·迪·布罗凯蒂的旗舰。该舰队其他几艘舰船分别是铁甲舰“安科纳”号和“佛得伯爵”号。之后，整个分舰队与第二总队的舰艇一起在地中海海域巡航。8月，“罗马”号、“圣马蒂诺”号和明轮船“普雷比席特”号（Plebiscito）一同访问了西班牙巴塞罗那。在那里他们遇到了许多外国军舰，包括法国铁甲舰“圣女贞德”号、英国铁甲舰“雅典娜”号和巡航舰“快速”号，以及美国巡防舰“沃巴什”号。到10月21日，“罗马”号已到达西班牙阿利坎特。
1874年至1875年间，“罗马”号的武器装备改为11门10英寸炮。1880年11月，“罗马”号和铁甲舰“帕莱斯特罗”号参加了拉古萨附近的海军示威，试图迫使奥斯曼帝国遵守《柏林条约》中的相关条款，将乌尔齐尼移交给黑山。1881年11月初，“罗马”号停泊在那不勒斯期间，一场猛烈的风暴将其从锚地吹走并撞上了铁甲舰“阿玛迪奥王子”号，但两舰在碰撞中均未严重受损。
在1885年举行的意大利海军年度舰队演习中，“罗马”号隶属于“西方舰队”第二总队，同一编队参演的还有铁甲舰“铅锤”号和其他五艘鱼雷艇。在演习中，“西方舰队”负责攻击防守的“东方舰队”，以此模拟法意之间可能爆发的冲突。演习就在撒丁岛附近进行。1886年，“罗马”号再次将舰载火炮更换为11门220（8.7英寸）炮。1890年，“罗马”号退出一线服役，负责拉斯佩齐亚的防御任务，并充当防御舰队的旗舰。作为警备舰时，舰上的武器装备减少为5门8英寸炮。1895年5月5日“罗马”号被除籍，之后被用作驻扎在拉斯佩齐亚的弹药供应船。1896年7月28日，“罗马”号因雷击意外起火，为防止被彻底烧毁，舰员们将其凿沉。次月，“罗马”号被重新打捞起来，并立即被拆解报废。

## 脚注

### 引文
1. ↑  张恩东 (2018)，第236頁.
2. ↑  李昊 (2019)，第110-111頁.
3. 1 2 3 4 5 6 7  Fraccaroli (1979)，第339頁.
4. 1 2  陈悦 (2015)，第234頁.
5. ↑  李昊 (2020)，第15頁.
6. ↑  马幼垣 (2013)，第68頁.
7. ↑  张黎源 (2020)，第222頁.
8. ↑  张恩东 (2018)，第1頁.
9. ↑  李昊 (2020)，第57頁.
10. ↑  Sondhaus (1994)，第43–46頁.
11. ↑  Ordovini, Petronio & Sullivan (2014)，第348頁.
12. ↑  Sondhaus (1994)，第49–50頁.
13. ↑  Fraccaroli (1979)，第336頁.
14. ↑  Dupont (1872)，第424–425頁.
15. ↑  Armingen (1873)，第318頁.
16. ↑  Bewegungen (1874)，第16, 18頁.
17. ↑  London News (1880)，第278頁.
18. ↑   (PDF). The New York Times. 1881-11-23  [2024-06-14]. （原始内容存档 (PDF)于2022-11-06）.
19. ↑  Brassey (1886)，第141頁.
20. ↑  Marshall (1995)，第245頁.

## 期刊来源
- von Armingen, Friedrich Geitler (编).  [Overseas]. Neue Militär-Zeitung (Vienna). 21 May 1873, (41): 318. OCLC 224831739 （德语）.
- [Movements of S. M. Warships from 1 September 1873 to 31 August 1874]. Jahrbuch der Kais. Kön. Kriegsmarine (Pola: Verlag der Redaction). 1874: 15–26 （英语）.
- Brassey, Thomas (编). . The Naval Annual (Portsmouth: J. Griffin & Co.). 1886. OCLC 896741963 （英语）.
- Dupont, Paul (编).  [Notes on the Navy and Military Ports of Italy]. La Revue Maritime et Coloniale (Paris: Imprimerie Administrative de Paul Dupont). 1872, XXXII: 415–430 （法语）.
- Ordovini, Aldo F.; Petronio, Fulvio; Sullivan, David M. . Warship International. Vol. 51 no. 4. December 2014: 323–360. ISSN 0043-0374.
- . The Illustrated London News (London: George C. Leighton). 1880-09-18: 278.